# Gary Jules (album)
Gary Jules è il terzo album di Gary Jules, pubblicato dall'etichetta Down Up Down Music nel 2006.

## Tracce
1. Falling Awake – 5:11
2. The Devil Keeps Grinning – 4:29
3. Gone Daddy – 4:19
4. Serpent-In-Claw – 3:48
5. Little Greenie – 3:10
6. There's a Hole In the Sky – 3:34
7. Whiskey for Everybody – 3:28
8. Wichita – 4:02
9. Andalucia – 4:32
10. Dustcloud and the Honeybees – 3:24
11. Road Song Blues – 2:16
12. One Little Light – 3:34